# Bosaro
Bosaro (venetisch Bozaro) ist eine  italienische Gemeinde (comune) mit 1406 Einwohnern (Stand 31. Dezember 2023) in der Provinz Rovigo, Region Venetien.

## Geographie
Die Gemeinde umfasst eine Fläche von 6 km². Ortsteile sind Balladore, Bosco del Monaco, Chiaviche Roncagalle, Gagliani, Golene, Gorghetto und Passo. Sie gehört zur Area Geografica Medio Polesine und ist Mitglied der Associazione dei Comuni Virtuosi und der Associazione Rete Italiana Città Sane - OMS. 
Die Nachbargemeinden sind Arquà Polesine, Guarda Veneta, Polesella, Pontecchio Polesine, Rovigo.

## Geschichte
Sowohl in der Cisalpinen Republik als auch zunächst im Königreich Lombardo-Venetien war Bosaro Ortsteil von Pontecchio, erst 1845 wurde es selbständige Gemeinde.

## Persönlichkeiten
- Maria Bolognesi (1924–1980), Mystikerin, in Bosaro geboren